# هيو بيلهام
السير هيو ريجينالد برينتنال بيلهام (بالإنجليزية: Sir Hugh Reginald Brentnall Pelham)‏ (26 أغسطس 1954 -)؛ هو عالم بيولوجيا الخلية بريطاني ساهم في شرح استجابة الجسم لارتفاع درجات الحرارة من خلال تخليق بروتين الصدمة الحرارية، شغل منصب مدير مختبر البيولوجيا الجزيئية في مجلس البحوث الطبية البريطاني (MRC) بين عامي 2006 و2018.

## التعليم
تعلم بيلهام في كلية مارلبورو في مارلبورو، ويلتشير وكريست كوليدج، كامبريدج. تخرج بدرجة الماجستير في الآداب في العلوم الطبيعية، تليها الدكتوراه في البحث عن النسخ والترجمة في خلايا الدم غير الناضجة (الخلايا الشبكية)، وأشرف على الدكتوراه الخاصة به ريتشارد جيه جاكسون وتيم هانت، الذين حصلوا على جائزة نوبل في الطب أو علم وظائف الأعضاء في عام 2001.

## الوظيفة والبحث
تمكّن بيلهام في فهم حركة البروتينات داخل الخلايا، وأوضح عمله كيف يمكن لبعض البروتينات حماية الخلايا من التلف، لقد أظهر أيضًا كيف تزيل الخلايا البروتينات التالفة أو غير المرغوب فيها وهي حيوية للحفاظ على عملها الصحي. في الآونة الأخيرة، يبحث في كيفية تعديل البروتينات وفرزها إلى أماكنها الصحيحة داخل الخلايا ويهدف إلى إيجاد طرق لإعاقة هذه العمليات.
كان بيلهام أستاذًا زائرًا في جامعة زيورخ وشغل العديد من المناصب في مختبر البيولوجيا الجزيئية في كامبريدج، حيث خلف ريتشارد هندرسون في منصب مدير المختبر في عام 2006، لقد كان أستاذًا فخريًا للبيولوجيا الجزيئية في جامعة كامبريدج منذ عام 2015.

## الجوائز والمحضارات والتكريمات
انتخب بيلهام عضوًا في منظمة البيولوجيا الجزيئية الأوروبية (EMBO) عام 1985، وانتخب زميلًا في الجمعية الملكية (FRS) في عام 1988، حصل على ميدالية كولوورث من جمعية الكيمياء الحيوية عام 1988، والميدالية الذهبية إمبو عام 1989، وحصل على جائزة لويس-جانيت للطب عام 1991، وشارك في محاضرة فلوري بعام 1992، وانتخب زميلًا في أكاديمية العلوم الطبية (FMedSci) في عام 1998، وحصل على جائزة الملك فيصل العالمية عام 1996، وفي عام 1999 ألقى محاضرة كرونيان، وحصل على لقب فارس من قبل إليزابيث الثانية في تكريم عيد ميلاد عام 2011.
تقول شهادة انتخابه كزميل في الجمعية الملكية (FRS): «يتميز بمساهماته في التخليق الحيوي للبروتين، والتحكم في نشاط الجينات والفرز داخل الخلايا، لقد طور نظام ترجمة حساسًا في المختبر، اكتشف بواسطته أن أكواد الإنهاء «المتسربة» بكودون توقف موجودة في حمض نووي ريبوزي لفيروس النبات، وحقق أول تخليق ومعالجة صحيحين للبروتينات الفيروسية في المختبر، أظهر أن عامل النسخ GTF3A، المطلوب في بويضات القيطم لنسخ 5S rDNA، يرتبط بالمنتج الجيني %S RNA، وهو موجود بكميات كبيرة في البويضات، من خلال الدراسات التي أجريت على جينات الصدمة الحرارية، حدد أول تسلسل منظم للحمض النووي (صندوق «بيلهام») في جين حقيقي النواة، مما يثبت أن هذا وحده يمكن أن يمنح جينًا آخر تحفيزًا للحرارة، لقد أظهر أن هذا التسلسل هو موقع الارتباط لعامل النسخ الذي يتم تعديله بواسطة الصدمة الحرارية، وبالتالي إنشاء الآلية الأساسية لتحريض هذه الجينات لقد أوضح وظيفة بروتينات الصدمة الحرارية، ووجد أن اثنين من هذه البروتينات يقيمان في تجويف الشبكة الإندوبلازمية، أدى هذا إلى اكتشافه أن تسلسل الأحماض الأمينية طرف C هي إشارة فرز جديدة، تمنع تصدير البروتينات من تجويف الشبكة الإندوبلازمية.»

## وصلات خارجية
- السيرة الذاتية في أكاديمية أوروبا